# Samango
Ne doit pas être confondu avec Kamango ou Tamango.
Samango est une sous-préfecture du nord de la Côte d'Ivoire et appartenant au département d'Odienné, dans la région de Kabadougou, district du Denguélé. La localité de Samango était en 2005 un chef-lieu de commune.